# خط مقدم (فیلم ۲۰۱۱)
خط مقدم (انگلیسی: The Front Line) یک فیلم جنگی محصول ۲۰۱۱ کره جنوبی به کارگردانی جانگ هون است. این فیلم به عنوان فیلم ارسالی کره جنوبی به هشتاد و چهارمین دوره جوایز اسکار برای بهترین فیلم خارجی زبان انتخاب شد.